# Pleasure to Kill
Pleasure to Kill (česky Potěšení Zabíjet) je druhé studiové album thrash metalové skupiny Kreator nahrané a vydané v roce 1986. Po lyrické stránce navazuje na předchozí album Endless Pain''.
Toto album ovlivnilo mnohé deathmetalové kapely.
Bylo vydáno v roce 1986 a řadí se mezi několik nejlepších thrash-metalových alb všech dob. 

## Seznam skladeb
1. "Choir of the Damned (Intro)" – 1:40
2. "Ripping Corpse" – 3:36
3. "Death Is Your Saviour" – 3:58
4. "Pleasure to Kill" – 4:11
5. "Riot of Violence" – 4:56
6. "The Pestilence" – 6:58
7. "Carrion" – 4:48
8. "Command of the Blade" – 3:57
9. "Under the Guillotine" – 4:38
10. "Flag of Hate"* - 3:56
11. "Take Their Lives"* - 6:26
12. "Awakening of the Gods"* - 7:33

Ohvězdičkované skladby jsou bonusové skladby z novějšího remasterovaného vydání, byly převzaty z EP Flag of Hate.

## Sestava a spolupracující lidé
- Mille Petrozza – kytara, zpěv
- Jürgen Reil – bicí, zpěv
- Rob Fioretti – basová kytara
- Jörg Trzebiatowski – kytara
- Fred Baumgart – fotografie
- Ralf Hubert – producer
- Harris Johns – producer, inženýr
- Kreator – fotografie
- Phil Lawrence – cover artwork
- Maren Layout – design
- Mille Petrozza – remastering
- Karl-Ulrich Walterbach – executive producer

## Zajímavosti
- První skladba "Flag of Hate" se také nalézá na prvním albu Kreatoru Endless Pain.
- Když Varg Vikernes zabil Øysteina Aarsetha měl na sobě právě mikinu Pleasure to Kill, která byla celé od krve.